# ムーン・フラワー
『ムーン・フラワー』（Moonflower）は、サンタナが1977年に発表したアルバム。ライブ音源とスタジオ録音の新曲が混在した、変則的な内容の2枚組アルバム。

## 解説
ライブ音源は1976年12月のヨーロッパ・ツアーで録音され、スタジオ・レコーディングはサンフランシスコで行われた。「シーズ・ノット・ゼアー」はゾンビーズのカヴァーで、シングル・カットされて全米27位に達した。

## 収録曲
特記なき楽曲はカルロス・サンタナとトム・コスターの共作。

### ディスク1
1. 曙光 - "Dawn/Go Within" - 2:44
2. カーニバル（ライヴ） - "Carnaval" - 2:17
3. 子供達の戯れ（ライヴ） - "Let the Children Play" (Carlos Santana, Leon Patillo) - 2:37
4. 喝采（ライヴ） - "Jugando" (C. Santana, Jose Chepito Areas) - 2:09
5. アイル・ビー・ウェイティング - "I'll Be Waiting" (C. Santana) - 5:17
6. ズールー - "Zulu" (C. Santana, Tommy Coster Jr.) - 3:22
7. バヒーア - "Bahia" - 1:37
8. ブラック・マジック・ウーマン〜ジプシー・クィーン（ライヴ） - "Black Magic Woman/Gypsy Queen" (Peter Green / Gábor Szabó) - 6:32
9. ダンス・シスター・ダンス（ライヴ） - "Dance Sister Dance (Baila Mi Hermana)" (Leon 'Ndugu' Chancler, Tom Coster, David Rubinson) - 7:45
10. 哀愁のヨーロッパ（ライヴ） - "Europa (Earth's Cry Heaven's Smile)" - 6:08

### ディスク2
1. シーズ・ノット・ゼアー - "She's Not There" (Rod Argent) - 4:09
2. ムーン・フラワー（夜顔） - "Flor d'Luna (Moonflower)" (T. Coster) - 5:01
3. ソウル・サクリファイス〜ドラム・ソロ（ライヴ） - "Soul Sacrifice/Head, Hands & Feet" (Santana Band / Graham Lear) - 14:01
4. 灼熱のモロッコ - "El Morocco" - 5:02
5. 超越 - "Transcendance" (C. Santana) - 5:13
6. セイヴァー〜祭典（ライヴ） - "Savor/Toussaint L'Overture" (Santana Band / Santana) - 12:57

## 参加ミュージシャン
- カルロス・サンタナ - ギター、パーカッション、バッキング・ボーカル
- グレッグ・ウォーカー - リード・ボーカル
- トム・コスター - キーボード、パーカッション、バッキング・ボーカル
- パブロ・テレス - ベース
- デヴィッド・マーゲン - ベース
- グレアム・リアー - ドラムス、パーカッション
- ホセ・チェピート・アレアス - パーカッション
- ラウル・リコウ - パーカッション
- ピート・エスコヴェード - パーカッション、バッキング・ボーカル
- トミー・コスター・ジュニア - キーボード(on Disc 1, Track 6.)